# Región de Bongolava
Bongolava es una región en Madagascar. La capital de la región es Tsiroanomandidy. Tenía una población estimada de 326.600 habitantes en 2004.

## Geografía
La región se encuentra en el centro-oeste de Madagascar. Está bordeada por la región de Betsiboka, región de Melaky, región de Menabe, región de Vakinankaratra, región de Itasy y región de Analamanga. La altitud varía de 800  a 1500 metros

## Administración subdivisión
La región se divide en dos distritos, a saber, Distrito de Fenoarivobe (133,980 habs.) con la capital Fenoarivobe y Distrito de Tsiroanomandidy (335,789 habs.) con la capital Tsiroanomandidy y 24 comunas:
1. Tsiroanomandidy Ville,
2. Tsiroanomandidy Fihaonana,
3. Fierenana,
4. Belobaka,
5. Bemahatazana,
6. Tsinjoarivo Imanga,
7. Mahasolo,
8. Ankadinondry Sakay,
9. Miandrarivo,
10. Ambararatabe,
11. Maroharona,
12. Soanierana,
13. Ankerana Avaratra,
14. Ambalanirana,
15. Bevato,
16. Anosy,
17. Ambatolampy,
18. Marotampona,
19. Fenoarivobe,
20. Morarano Marotampona,
21. Firavahana,
22. Mahajeby,
23. Kiranomena,
24. Tsinjoarivo 22,
25. Ambatomainty Atsimo,
26. Ambohitromby,